# 1977 المؤتمر الدولي للمرأة :النساء-اللاتينية-اللأقليات

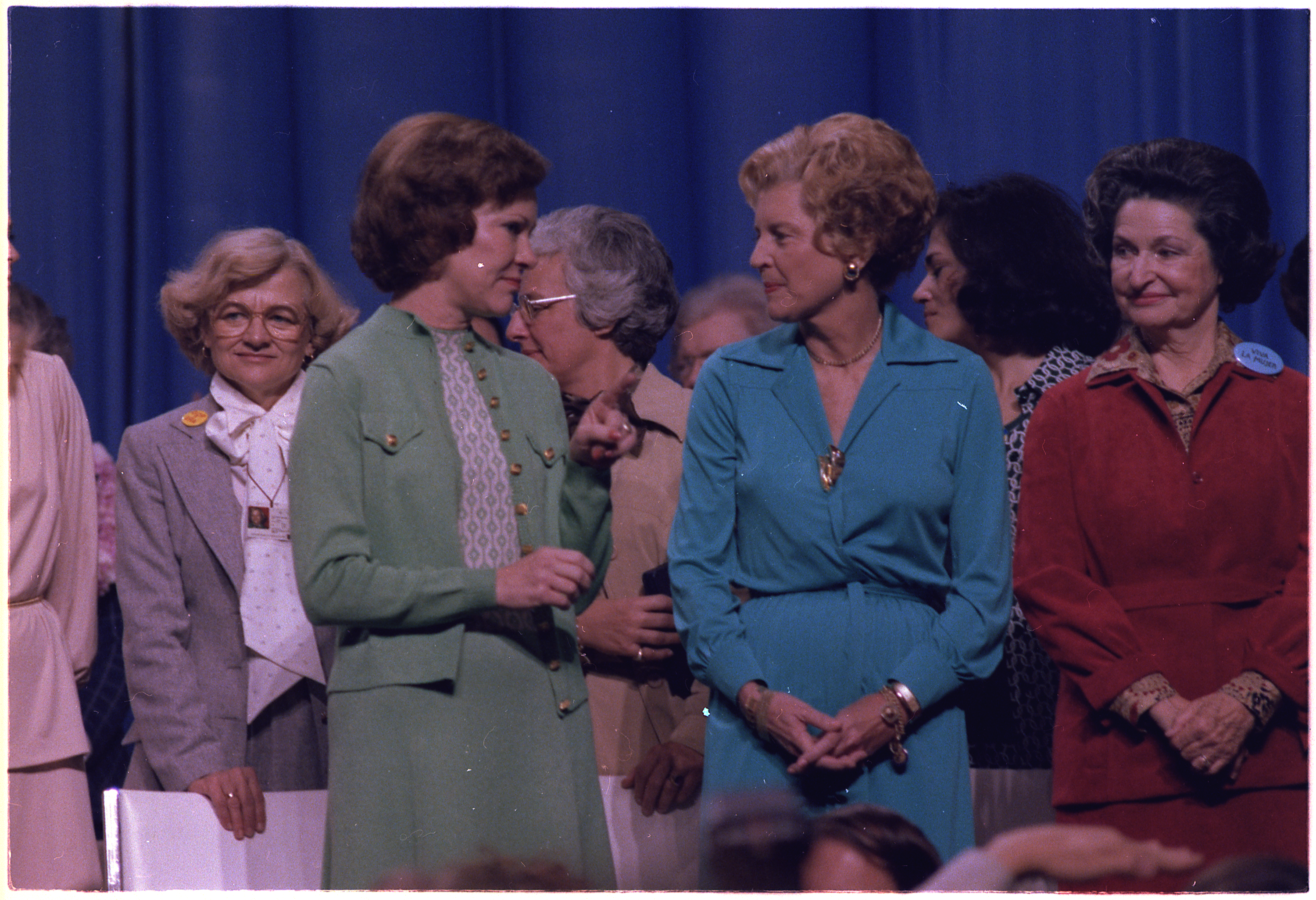

تم عقد المؤتمر الوطني للمرأة 1977 بين 18-21 نوفمبر، هوستون، تكساس. الهدف من هذا المؤتمر كان الاحتفال بالسنة الدولية للمرأة وأيضا خلق قرارات للنساء لمناقشتها والتحدث فيها.
كان هذا الحدث مهم للأقليات والنساء اللاتينية علي وجه التحديد، حيث منحهم، منصة يتحدثو معها بخصوص مصادر قلقهم. لقد جذبت الأهتمام للمشاكل التي تعانيها نساء الأقليات، الذين كانو غالبا ما يُطغي عليهم من قبل الغالبية البيضاء، كما أوضحت  إحدي الحاضرين، جاين هيكي: «أنا لا أعتقد أن نساء الأنجلو قد سمعو مطلقا بصورة مباشرة من قبل هذا النوع من الدمار النفسي من النساء الأخرين الذين كانو أمريكيين من اصل مكسيكي أو بورتوريكو.»

## النساء اللاتينيات في أمريكا

### المرأة الأسبانية
وفقا لمكتب التعداد بالولايات المتحدة، منذ عام 1977، كان هناك 5.7 مليون امرأة من اصل أسباني بالولايات المتحدة. هذه النساء كانو من نسل مكسيكي، بورتوريكو وكوبا، وأيضا من مناطق مثل منتصف وشمال أمريكا ومناطق أخري ذات لسان اسباني.

### المرأة المكسيكية الأمريكية
في الولايات المتحدة، الأمريكيين المكسيكيين يشكلو ثاني أكبر فئة من الأقليات. أحيانا أيضا يشار اليهم بصورة نمطية كالعمال المهاجرين- مع كونهم يشكلون النسبة الأكبر للمهاجرين في العموم.
الشيكانيات يُمضون ما يعادل عشر سنوات بالمدارس، أقل سنتين من معظم النساء في الغالبية. بالإضافة، 71 بالمئة من الشيكانيات حصلو علي ما يقارب من ال5،000 دولار بالعام. الشيكانيات يعتبرو أكبر مجموعة من عرق واحد ضمن عمال المنازل.
في مارس1976، نسبة 17.2 من النساء في العائلات المكسيكية الأمريكية الذين عملوا في أي وقت خلال عام 1975،60.3% منهم حصلو علي مرتبات تحت خط الفقر.

### المرأة البورتوريكو
في تعداد سنة 1977، ظهر أن هناك ما يقارب من 1.7 مليون شخص من بورتوريكو يعيشون في الولايات المتحدة. التعداد النسائي بينهم يعادل 934,000.
في المتوسط، من ضمن ال934،000 امرأة من بورتوريكو، 10% امضو سنة واحدة في المدرسة، 24% أنهو المرحلة الثانوية، و 2% فقط خريجين جامعيين.
النساء من بورتوريكو أحيانا ما يواجهو معضلة في نقص الخدمات والبرامج ثنائية اللغة، هذا يؤثر في احرازهم التعليمي وفرص توظيفهم. نسبة تقريبية من نصفنساء بورتوريكو يعملو كعمال خدمة في مجال القوي العاملة. بالنسبة لدخل نساء بورتوريكو، 66% يجنو أقل من 5,000 دولار. المعلومات التي تم تجميعها اشارت أن في 1976، 38% من عائلات بورتوريكو في الولايات المتحدة كانت تتولاهم النساء.

### المرأة الكوبية الأمريكية
تم احتساب التعداد الكوبي وكان يقدر بمليون. النساء الكوبية يحرزو أكثر في تعليمهم من باقي المجموعات من النساء الأسبانية. الخدمات والتعليم ثنائي الثقافة واللغة يعتبرو أولوية بالنسبة لهم.
في حين أن أغلب المهاجرين الكوبيين ينتظرو حالة الهجرة الكاملة، هذه الإجراءات بطيئة ويُستمر النظر إليها علي أنها عائق لانخلاطهم التام بالحياة السياسية والتوظيفية بالولايات المتحدة.

## المنظمات

### الرابطة الوطنية للمرأة المكسيكية الأمريكية (MANA)
تم إنشاء Manaفي عام 1974. مجموعة من الشيكانيات الذين كانو يعيشون في واشنطن العاصمة بدأو بإقامة تجمعات لمناقشة استبعادهم من جداول الحركات النسائية واختفائهم النسبي عن اجتماعات صنع السياسات. الكثير من المُنشئين كانو أصحاب وظائف بالمكتب الفيدرالي، في الكونجرس الأمريكي، أو مع محموعات خاصة لصناعة السياسات، أدركو حاجة الشيكانيات لحصولهم علي منظمة مثل المجموعات الأُخري التي شكلتها النساء البيض والنساء الأفارقة الأمريكيين.
بحلول عام 1975، نجحت MANA في انتخاب أول رئيس لها وقامو بتحديد أهدافهم، هذه الأهداف تضمنت إيجاد حلول للقضايا التي تواجه الشيكانيات، من ضمن هذه المشاكل تطوير فرص قيادية، خلق حالة وعي لمخاوف الشيكانيات، وإقامة شبكة اتصالات نامية
للشيكانيات. لاحقا هذه السنة، عقدت MANA الأول للشيكانيات، وبهم.

## القضايا المُناقشة
«لهؤلاء ال15 مليون شخص من نساء وفتيات الأقليات، كل هذه القرارات في خطة الأفعال الوطنية لها وقع كبير. إانها تعكس حاجات التي تُعد أكثر من تلك التي لدي النساء البيضاء»

### الصحة
معدل العمر للنساء الأقليات كان 72.3 عام في 1975. علي الوجه الأخر، للنساء البيضاء، معدل العمر كان 77.2 سنة. معدل وفيات الأمهات كان 29.0 لكل 100,000 مرأة من الأقليات، علي الوجه الأخر، كان 9.1 لكل 100,000 مرأة بيضاء. ضمن نساء الأقليات، معدل وفيات الأجنة كان24.2 لكل 1,000 مقارنة بمعدل وفيات 16.1 لدي باقي العامة.
فقر التغذية أكثر وضوحا لدي نساء الأقليات وأيضا لدي الأطفال المولودين، حيث إنها نادراً ما تميل إلي رؤوية طبيب أو ان تُغطي من قبل تأمين صحي، وبنسبة قليل أن تحصل علي دخول إلي عيادة أو مستشفي. نتيجة لذلك، هذا العجز في الوصول إلي السُبل الصحية المناسبة هو مثال للحالة الاجتماعية، تضارب الدخل مع العرق والجنس.

### الحرية الإنجابية
نساء الأقليات عُرضة لعدم معرفة كيفية الوصول إلي المعلومات، الرعاية الصحية، ووسائل تخطيط الأسرة التي تُعلمهم حرية الإنجاب. نتيجة لعدم توافق نسبة نساء الأقليات، في المجموعات الأفقر، القيود علي تمويل أدوية الإجهاض، أدت إلي زيادة عدد الوفيات والإصابات من الإجهاض الذاتي والغير قانوني. هذه القيود زادت التعقيم من خلال «المساومة»، والتي هي، جعل المرأة تحصل علي إجهاض فقط في حالة موافقتها علي تعقيمها.
من المرجح أكثر لنساء الأقليات أن تصبح عرضة للتقنيات والأدوية الطبية التجريبية وأن يخضعن لمزيد من التعقيم دون اطلاع.

### التعليم
جماعياُ، نساء الأقليات حصلو علي تعليم رسمي أقل من النساء البيضاء. منذ عام 1975، النساء البيضاء بعمر 25 أو أكثركانو قد أكملوا 12.4 عام من المدرسة، مقارنة ب11.7 لدي نساء الأقليات في نفس الفئة العمرية. مع تتابع مارس 1977، 64% من نساء الأقليات العاملين كانو قد أنهو المدرسة الثانوية، مع 12% قد أكملو 4 سنوات أو أكثر من الجامعة، ومع ذلك، لا تزال نساء الأقليات الحاصلات على تعليم ثانوي أوعالي يتلقين رواتب أقل من النساء البيضاء المتعلمة، وأقل من الرجال من الأقليات والرجال البيض ذوي التعليم الأقل كتيراً.

### التوظيف
نساء الأقليات يقعن أسفل رجال الأقليات والرجال البيض. وفقا لمكتب إحصاءات العمل في الولايات المتحدة، تظهرالبيانات أنه في عام 1975، حصلت النسبة المتوسطة من نساء الأقليات علي 26% أقل من رجال الأقليات، و43٪ أقل من متوسط الذكور البيض. هذه الإحصاءات سائدة بالنسبة لنساء الأقليات، حيث أن 28% من  ال7.5 مليون أسرة ترأسها نساء. ثلث جميع الأسر التي ترأسها نساء تقع ادني من مستوى الفقر. ويُري هذا أكثرفي  العائلات السوداء واللاتينية.
معدلات البطالة بين نساء الأقليات أعلى بنسبة معقولة من معدلاتها بين النساء البيض والرجال الأقليات والبيض. على سبيل المثال، بلغ معدل بطالة النساء من الأقليات 13.3% عام 1977، مقارنة بمعدل 7.8% لقرائنهن البيض. ومعدل البطالة للمراهقات من الأقليات 39.0% في عام 1976.
اعتبارا من مارس 1977، كانت 45٪ من النساء العاملات من الأقليات يعملن في وظائف مكتبية، مقارنة بـ 66٪ من النساء البيضاء العاملة. حوالي 23% من النساء البيض كانو يعملن في وظائف ذات رواتب أعلى، وخبرة تقنية، ومناصب إدارية، مقارنة ب18% من نساء الأقليات. شغلت 16% من نساء الأقليات مِهن مُتدنية الأجور (مثل عاملات تجميع، مفتشين، عمال مصانع أشباه المهرة) مقارنة ب10% من النساء البيض.
في 1976، كان متوسط الدخل لجميع الأسر البيضاء في الولايات المتحدة حوالي 15,620 دولار. بالنسبة للعائلات التي ترأسها نساء، كان متوسط الدخل 2,226 دولارًا للبيض و 5,140 دولارًا للأقليات. تميل نساء الأقليات إلى أن يصيرو نظام الدعم في الأسر الكبيرة، و/أو أن يتزوجن من رجال يجنون أقل من متوسط الدخل. لإنتاج المزيد من الضغط على أرباحها. 